# Dàtil
El dàtil és el fruit obtingut de les espècies de palmeres Phoenix, principalment de l'espècie Phoenix dactylifera, anomenada popularment palmera de dàtils. És l'aliment bàsic dels països del Magrib. El seu nom es deriva de la paraula grega δακτύλος ("daktilos"), que significa "dit".
Els majors productors en l'àmbit mundial de dàtils han estat l'Iran i l'Iraq (fins a la Guerra de golf). A Califòrnia hi ha un important cultiu d'aquest fruit. N'existeixen moltes varietats: Zahid, Medjool, Kadrawi, la més apreciada és la Sukkari.
Entre altres espècies de palmeres Phoenix que produeixen fruits "dàtils" hi ha la Phoenix canariensis, els fruits són anomenats localment támaras; son més petits i es considera que són de menor qualitat.

## Propietats

### Nutritives
Els dàtils proporcionen una àmplia gamma de nutrients essencials, i són una molt bona font en la dieta de potassi. El sucre contingut en dàtils madurs és al voltant del 80%; la resta es compon de proteïnes, fibra i oligoelements incloent el bor, cobalt, coure, fluor, magnesi, manganès, seleni i zinc. L'índex glucèmic de tres varietats diferents de dàtils són 35,5 (Khalas), 49,7 (Barhi) i 30.5 (Ma'an bo).
L'àcid cafeic, glicòsid de l'àcid 3-O-caffeoylshikimico (també conegut com àcid dactylífrico) i els seus isòmers, són substrats d'enfosquiment enzimàtic que es troben en els dàtils.
Es pot menjar com a fruit fresc o preparat en melmelades, púdings, coques, sucs, gelats, etc. A vegades també és utilitzat com a acompanyant de formatges com per exemple el rocafort.

### Medicinals
Els dàtils tenen molt taní usat medicinalment com detersiu pel seu poder netejador i astringent intestinal. Amb una infusió, decocció, xarop, o pasta, els dàtils es poden administrar per mal de coll, refredats, constipats, i per combatre la febre.

## Producció
| Principals productors de dàtils (2018) (Tones)                               | Principals productors de dàtils (2018) (Tones) |
| ---------------------------------------------------------------------------- | ---------------------------------------------- |
| Egipte                                                                       | 1.562.171                                      |
| Aràbia Saudita                                                               | 1.302.859                                      |
| Iran                                                                         | 1.204.158                                      |
| Algèria                                                                      | 1.094.700                                      |
| Iraq                                                                         | 614.584                                        |
| Pakistan                                                                     | 471.670                                        |
| Sudan                                                                        | 440.871                                        |
| Oman                                                                         | 368.808                                        |
| Emirats Àrabs Units                                                          | 345.119                                        |
| Tunísia                                                                      | 241.333                                        |
| Font: Organització de les Nacions Unides per a l'Agricultura i l'Alimentació |                                                |